# Enel

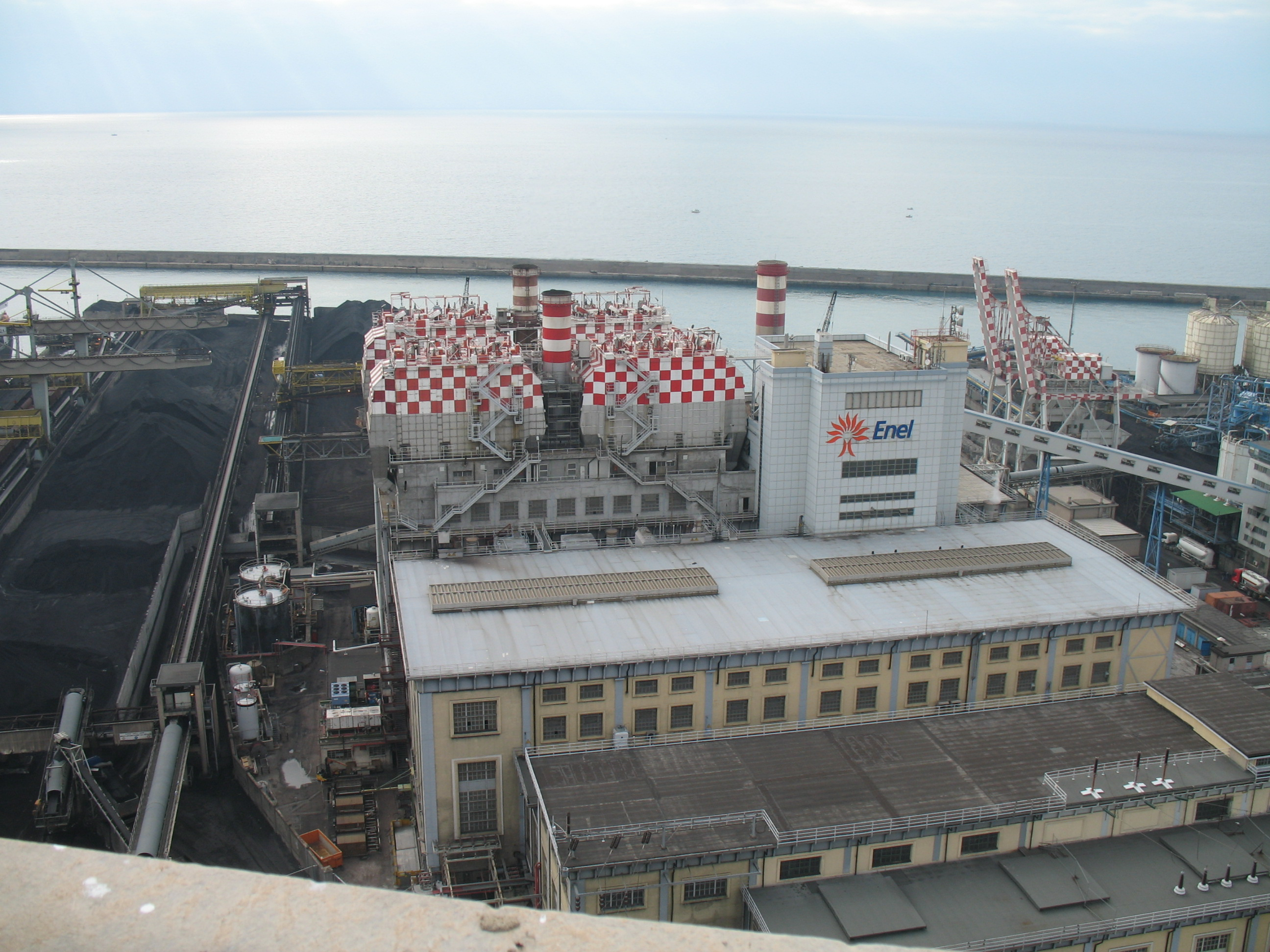
Enel-centrale in de haven van Genua.

Enel (Ente Nazionale per l'Energia elettrica), opgericht in 1962, is een groot Italiaans nutsbedrijf.

## Activiteiten
ENEL is een belangrijke producent van elektriciteit en distributeur van stroom en aardgas. In 2019 produceerde het nutsbedrijf in totaal 235 terawattuur (TWh) aan elektriciteit. Ongeveer 57% hiervan was afkomstig uit schone bronnen, zoals waterkrachtcentrales en windenergie. Ook wordt er energie opgewekt met kerncentrales en 43% werd geproduceerd door centrales gestookt met fossiele brandstoffen die dus koolstofdioxide (CO2) uitstoten. In 2016 was de uitstoot 411 gram CO2 per kWh en dit is gedaald naar 296 gram in 2019.
Italië is een belangrijke markt, hier werd in 2019 een derde van de elektriciteit verkocht en een vijfde opgewekt. Bij het bedrijf werken bijna 70.000 medewerkers waarvan ongeveer de helft in het thuisland. In 2019 werd de helft van de omzet behaald in Italië, een kwart in Spanje en Portugal, Latijns-Amerika is de derde markt naar omzetaandeel en verder wordt nog een klein deel van de omzet gerealiseerd in de rest van Europa en Noord-Amerika.
Het bedrijf is genoteerd aan de Borsa Italiana en maakt onderdeel uit van de aandelenindex FTSE MIB.

## Geschiedenis

### Oprichting
Enel werd in 1962 opgericht, in het kader van het nationaliseringsproces van de bedrijven die actief waren in de productie, verkoop en distributie van elektriciteit. Voor dat jaartal werden deze activiteiten verricht door bedrijven van gemiddelde of kleine omvang, die geografisch versnipperd waren. De sector werd door een paar belangrijke bedrijven gedomineerd door middel van kartelvorming, die hun winsten aanwendden om hun invloed in andere sectoren te vergroten.
In een congres over de nationalisering van de elektriciteitsindustrie, gehouden in 1960, werd het belang van dit proces onderstreept. Het zou leiden tot voordelen met betrekking tot o.a. de prijzen. Op dit congres volgde een hevig politiek debat. Gezien de sociaal-politieke situatie waarin Italië zich toen bevond, wordt ook gezegd dat nationale veiligheidsoverwegingen in deze discussie meespeelden. De private bedrijven die werkzaam waren in deze sector, konden met een belangrijk product als elektriciteit, overgaan tot afpersing door middel van het beïnvloeden van de toevoer ervan. Het gevolg was dat deze bedrijven een grote invloed hadden op hoog politiek niveau. Andere argumenten waren: de staat zou in staat zijn direct invloed uit te oefenen op de prijzen, op de voorraden en investeringen, en op de werkgelegenheid. Dit laatste punt wordt ook wel uitgelegd als voordelig voor de politiek, omdat de tentakels van de publieke sector een stevigere greep zouden krijgen op de markt. Dit kon de weg openen voor nieuwe cliëntelistische relaties. Weer anderen zagen in het overheidsoptreden de oplossing tot hetgeen de bedrijven zelf nalieten: hervorming van het huidige systeem. Dat zou nu een gedwongen hervorming worden, bovendien door de burgers betaald.
Het resultaat van het debat dat volgde op het congres van 1960 was Enel, in de vorm van een staatsbedrijf. Haar taak was ruim 1270 bedrijven die actief waren in de elektriciteitsindustrie over te nemen, en hen een homogene organisatorische structuur te geven.
Door de toegenomen gebruik van elektriciteit werd Enel qua omzet het tweede bedrijf van de Italiaanse industrie, na Fiat. In de jaren die volgden, werd het elektriciteitsnet uitgebreid naar het platteland. De kosten hiervan waren erg hoog, omdat er veel infrastructurele voorzieningen aangelegd moesten worden. De voordelen die deze operatie kon brengen op socio-economisch vlak waren van grote waarde (bijvoorbeeld op het vlak van sociale gelijkheid en integratie, en de landbouw).

### Geen kernenergie
De oliecrisis van de jaren zeventig zette de Italiaanse overheid ertoe aan om naar alternatieve vormen van energie te zoeken. Onderzoek naar kernenergie werd hervat. Veel aandacht ging uit naar waterenergie, dat in het onderzoek uiteindelijk de overhand kreeg. In 1975 keurde het Italiaanse parlement een 'nationaal energieplan' goed, wat neerkwam op de keuze voor kernenergie. De ramp in Tsjernobyl op 26 april 1986 had veel invloed op het referendum van 8 november 1987, waarmee de bevolking kernenergie van de hand wees. De energiekosten in Italië zijn een van de hoogste in Europa.

### Liberalisatie van de Italiaanse markt
Door middel van wetgeving werd in de jaren negentig de Italiaanse energiemarkt geliberaliseerd: Enel kreeg de bevoegdheid bedrijven op te richten die opereerden in de energiesector (de elektriciteitsproductie werd dus geliberaliseerd), en in 1992 werd de Enel een N.V., maar de enige aandeelhouder in het bedrijf was het ministerie van Financiën.
Het probleem van de monopoliepositie van Enel is in de belangstelling komen te staan door de juridische zaken ten gunste van de vrije concurrentie. Op dit moment wordt de Italiaanse elektriciteitsmarkt gedomineerd door drie grote concerns. De liberalisering heeft niet geleid tot het ontstaan van meerdere kleine energieleveranciers.
Onder privatisering wordt het afstaan van een meerderheid (dus meer dan 50%) van de aandelen aan particulieren. Het ministerie van Financiën heeft daarin echter de meerderheid, maar heeft 30% van de aandelen verkocht vanwege financiële motieven.

### Actief in Rusland
In 2004 werd ENEL als een van de eerste grote westerse nutsbedrijven actief in Rusland. Het kocht een belang in een elektriciteitscentrale bij Sint-Petersburg in samenwerking met het Russische ESN Energo Group. Na verbeteringen kwam de centrale weer in gebruik in 2007. In 2006 kocht het een belang van 49,5% in Rusenergosbyt, de rest van de aandelen zijn in handen van de partner ESN Group, een onafhankelijke distributeur van energie voor huishoudens. In 2007 volgde de overname van een grote elektriciteitsproducent OGK-5. Alle Russische activiteiten zijn gebundeld in Enel Russia waarin Enel een meerderheidsbelang heeft van 56%.

### Overname van Endesa
Tussen 2005 en 2007 was Enel betrokken bij de overname van het Spaanse nutsbedrijf Endesa. Enel trok samen op met het Spaanse bouwbedrijf Acciona om de overname van Endesa door het Duitse E.ON te voorkomen. E.ON trok uiteindelijk zijn bod in. Samen kregen de bedrijven meer dan 90% van de aandelen in handen, waarvan Acciona een belang had van 25%. E.ON bleef niet helemaal met lege handen achter. In maart 2008 kocht het diverse energiecentrales van Endesa in Spanje, Frankrijk en Italië voor in totaal 11,8 miljard euro. Acciona en Enel konden het echter niet eens konden worden over de strategie en in 2009 nam Enel de aandelen over. Enel betaalde hiervoor 11,1 miljard euro waarmee het belang in Endesa steeg tot 92%. Endesa was ook zeer actief in Latijns-Amerika en deze activiteiten zijn ook overgegaan naar ENEL.